# Coccoloba gentryi
Coccoloba gentryi är en slideväxtart som beskrevs av Richard Alden Howard. Coccoloba gentryi ingår i släktet Coccoloba och familjen slideväxter. Inga underarter finns listade i Catalogue of Life.